# Imp Cyclecar

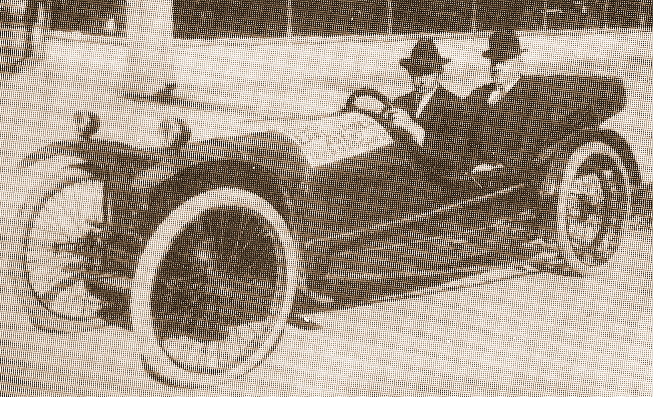
Imp Cyclecar (1913)

Die Imp Cyclecar Company war ein US-amerikanischer Automobilhersteller in Auburn (Indiana) und Tochterunternehmen der W. H. McIntyre Company, die größere Automobile (Highwheeler) herstellte. 1913 und 1914 wurden dort Cyclecars und Kleinwagen unter dem Namen Imp (dt.: Teufelchen) gebaut. Entworfen wurde der Wagen von William B. Stout, der schon früher versucht hatte, ein Cyclecar unter eigenem Namen zu bauen.

## Fahrzeuge
Der Imp war ein Tandem-Roadster (zwei hintereinanderliegende Sitze) und hatte ein achsloses Fahrwerk, bei dem die Räder direkt an den Enden der Querblattfedern angebracht waren. Die Bremsen bestanden aus Holzklötzen, die auf die Riemenscheiben der Hinterräder wirkten. Angetrieben wurde der Imp von einem luftgekühlten V2-Motor. 85,725 mm Bohrung und 95,25 mm Hub ergaben 1099 cm³ Hubraum. Die Motorleistung von 15 bhp (11 kW) wurde über ein Reibscheibengetriebe und Riemen an die Hinterräder weitergeleitet. Der Motor konnte vom Fahrersitz aus mit einer Kurbel gestartet werden, die in die Mitte des Lenkrades eingesetzt wurde. Die mit der Lenkwelle konzentrische Starterwelle war mit der Kurbelwelle des Motors verbunden. Das Gewicht betrug 272 kg. Der Preis des Wagens betrug 375 US-Dollar.
1914 wurde neben dem Cyclecar das Modell 11 angeboten, ein Roadster, bei dem die beiden Insassen nebeneinander saßen. Angetrieben wurde der Wagen von einem Reihenvierzylindermotor mit 23 bhp (16,9 kW). Der Verkaufspreis lag bei 695 Dollar.
Anfangs entstanden 10 Fahrzeuge in der Woche, aber Anfang 1914 wurden schon 50 Fahrzeuge pro Woche gebaut. Ende 1914 musste die Muttergesellschaft Konkurs anmelden und riss auch die Imp Cyclecar Company mit in die Zahlungsunfähigkeit. Stout wechselte zu Scripps-Booth.

## Modelle
| Modell    | Bauzeitraum | Zylinder | Leistung         | Radstand | Aufbauten                 |
| --------- | ----------- | -------- | ---------------- | -------- | ------------------------- |
| Cyclecar  | 1913–1914   | 2 V      | 15 bhp (11 kW)   | 2540 mm  | Roadster 2 Sitze (Tandem) |
| Modell 11 | 1914        | 4 Reihe  | 23 bhp (16,9 kW) | 2667 mm  | Roadster 2 Sitze          |